# Lista de episódios de Law & Order: Special Victims Unit
Law & Order: Special Victims Unit, o primeiro spin-off de Law & Order, é uma série de televisão policial processual americana que enfoca crimes de natureza sexual. Embora a vítima seja frequentemente assassinada, nem sempre é esse o caso, e as vítimas muitas vezes desempenham papéis importantes nos episódios. A série frequentemente usa histórias que são "retiradas das manchetes" ou baseadas em crimes reais. Esses episódios pegam um crime real e o tornam ficcional, alterando os detalhes. A série estreou na NBC em 20 de setembro de 1999, e sua vigésima segunda temporada estreou em 12 de novembro de 2020.
A maioria dos títulos de episódios de Law & Order: Special Victims Unit entre as temporadas 1 e 12 são uma única palavra, ou acrônimos. Das temporadas 13 a 17, assim como da temporada 21 em diante, o padrão muda: os episódios têm um título com o número de letras correspondendo ao número da temporada. Entre as temporadas 18 e 20, os títulos dos episódios não seguem um padrão fixo.
Até 3 de dezembro de 2020, 481 episódios de Law & Order: Special Victims Unit foram exibidos.

## Visão geral
| Temporada | Temporada | Episódios | Episódios | Originalmente exibido  | Originalmente exibido |
| Temporada | Temporada | Episódios | Episódios | Estreia da temporada   | Final da temporada    |
| --------- | --------- | --------- | --------- | ---------------------- | --------------------- |
|           | 1         | 22        | 22        | 20 de setembro de 1999 | 19 de maio de 2000    |
|           | 2         | 21        | 21        | 20 de outubro de 2000  | 11 de maio de 2001    |
|           | 3         | 23        | 23        | 28 de setembro de 2001 | 17 de maio de 2002    |
|           | 4         | 25        | 25        | 27 de setembro de 2002 | 16 de maio de 2003    |
|           | 5         | 25        | 25        | 23 de setembro de 2003 | 18 de maio de 2004    |
|           | 6         | 23        | 23        | 21 de setembro de 2004 | 24 de maio de 2005    |
|           | 7         | 22        | 22        | 20 de setembro de 2005 | 16 de maio de 2006    |
|           | 8         | 22        | 22        | 19 de setembro de 2006 | 22 de maio de 2007    |
|           | 9         | 19        | 19        | 25 de setembro de 2007 | 13 de maio de 2008    |
|           | 10        | 22        | 22        | 23 de setembro de 2008 | 2 de junho de 2009    |
|           | 11        | 24        | 24        | 23 de setembro de 2009 | 19 de maio de 2010    |
|           | 12        | 24        | 24        | 22 de setembro de 2010 | 18 de maio de 2011    |
|           | 13        | 23        | 23        | 21 de setembro de 2011 | 23 de maio de 2012    |
|           | 14        | 24        | 24        | 26 de setembro de 2012 | 22 de maio de 2013    |
|           | 15        | 24        | 24        | 25 de setembro de 2013 | 21 de maio de 2014    |
|           | 16        | 23        | 23        | 24 de setembro de 2014 | 20 de maio de 2015    |
|           | 17        | 23        | 23        | 23 de setembro de 2015 | 25 de maio de 2016    |
|           | 18        | 21        | 21        | 21 de setembro de 2016 | 24 de maio de 2017    |
|           | 19        | 24        | 24        | 27 de setembro de 2017 | 23 de maio de 2018    |
|           | 20        | 24        | 24        | 27 de setembro de 2018 | 16 de maio de 2019    |
|           | 21        | 20        | 20        | 26 de setembro de 2019 | 23 de abril de 2020   |
|           | 22        | 16        | 16        | 12 de novembro de 2020 | 3 de junho de 2021    |
|           | 23        | ASA       | ASA       | 23 de setembro de 2021 | ( )                   |

## Episódios

### 20ª temporada (2018–19)
- Philip Winchester deixa o elenco após o último episódio da temporada, "End Game".
- Michael S. Chernuchin deixa o programa como Produtor Executivo ao fim da temporada.

### 21ª temporada (2019–20)
- Warren Leight retorna a série como Produtor Executivo novamente.
- Jamie Gray Hyder se junta ao elenco como convidada recorrente para os primeiros sete episódios, interpretando a detetive Katriona "Kat" Tamin. Ela é promovida ao elenco principal a partir do oitavo episódio.

Law & Order: Special Victims Unit (21ª temporada)

### 22ª temporada (2020)
- Demore Barnes se junta ao elenco principal como o vice-chefe geral, Christian Garland.

Law & Order: Special Victims Unit (22ª temporada)

## Lançamentos para Home Video
| Temporada | Episódios | Datas de lançamento em DVD | Datas de lançamento em DVD | Datas de lançamento em DVD | Datas de lançamento em DVD |
| Temporada | Episódios | Região 1                   | Região 2                   | Região 4                   | Discos                     |
| --------- | --------- | -------------------------- | -------------------------- | -------------------------- | -------------------------- |
| 1         | 22        | 21 de outubro de 2003      | 28 de fevereiro de 2005    | 19 de janeiro de 2005      | 6                          |
| 2         | 21        | 27 de setembro de 2005     | 21 de novembro de 2005     | 8 de março de 2006         | 6                          |
| 3         | 23        | 30 de janeiro de 2007      | 23 de julho de 2007        | 1 de agosto de 2007        | 6                          |
| 4         | 25        | 4 de dezembro de 2007      | 10 de setembro de 2007     | 21 de novembro de 2007     | 6                          |
| 5         | 25        | 14 de setembro de 2004     | 16 de junho de 2008        | 2 de julho de 2008         | 6                          |
| 6         | 23        | 1 de abril de 2008         | 22 de setembro de 2008     | 3 de dezembro de 2008      | 5                          |
| 7         | 22        | 29 de julho de 2008        | 16 de fevereiro de 2009    | 4 de março de 2009         | 5                          |
| 8         | 22        | 17 de fevereiro de 2009    | 13 de abril de 2009        | 3 de junho de 2009         | 5                          |
| 9         | 19        | 26 de maio de 2009         | 31 de agosto de 2009       | 30 de setembro de 2009     | 5                          |
| 10        | 22        | 22 de setembro de 2009     | 28 de dezembro de 2009     | 4 de fevereiro de 2010     | 5                          |
| 11        | 24        | 21 de setembro de 2010     | 16 de janeiro de 2017      | 1 de dezembro de 2010      | 6                          |
| 12        | 24        | 27 de setembro de 2011     | 16 de janeiro de 2017      | 7 de dezembro de 2011      | 6                          |
| 13        | 23        | 25 de setembro de 2012     | 27 de fevereiro de 2017    | 28 de novembro de 2012     | 6                          |
| 14        | 24        | 24 de setembro de 2013     | 27 de fevereiro de 2017    | 7 de novembro de 2013      | 6                          |
| 15        | 24        | 23 de setembro de 2014     | 27 de março de 2017        | 4 de dezembro de 2014      | 6                          |
| 16        | 23        | 11 de agosto de 2015       | 27 de março de 2017        | 11 de dezembro de 2015     | 6                          |
| 17        | 23        | 13 de setembro de 2016     | 28 de novembro de 2016     | 12 de outubro de 2016      | 5                          |
| 18        | 21        | 13 de fevereiro de 2018    | TBA                        | 6 de dezembro de 2017      | 4                          |
| 19        | 24        | 4 de setembro de 2018      | TBA                        | 26 de setembro de 2018     | 4                          |
| 20        | 24        | 10 de setembro de 2019     | TBA                        | 18 de setembro de 2019     | 6                          |
| 21        | 20        | 7 de julho de 2020         | TBA                        | 23 de setembro de 2020     | 5                          |